# Novîi Vîtkiv, Radehiv
Novîi Vîtkiv (în ucraineană Новий Витків) este o comună în raionul Radehiv, regiunea Liov, Ucraina, formată numai din satul de reședință.

## Demografie
Componența lingvistică a comunei Novîi Vîtkiv
     Ucraineană (99,6%)
     Alte limbi (0,32%)
Conform recensământului din 2001, majoritatea populației comunei Novîi Vîtkiv era vorbitoare de ucraineană (99,6%), existând în minoritate și vorbitori de alte limbi.